# Chascolytrum
Chascolytrum Desv., 1810 è un genere di piante angiosperme monocotiledoni appartenente alla famiglia delle Poacee (o Gramineae, nom. cons.).

## Etimologia
Il nome del genere deriva da due parole greche: "kalos" (= bello e buono) e "theke" (= ripostiglio, deposito, box). Il nome è stato dato in riferimento ai margini dei lemmi che si estendono lateralmente come ali. Il nome della sottotribù (Calothecinae) deriva dal suo genere tipo Calotheca Desv., 1810 ed è stato ricavato da due parole greche "chasko" (= aprirsi, rimanere a bocca aperta) e "elytron" (= involucro, copertina) e fa riferimento alle glume che a maturità si aprono esponendo i chicchi di grano.
Il nome scientifico del genere è stato definito dal botanico francese Nicaise Augustin Desvaux  (Poitiers, 28 agosto 1784 – Angers, 12 luglio 1856) nella pubblicazione "Nouveau Bulletin des Sciences, Publie par la Société Philomatique de Paris" (Nouv. Bull. Sci. Soc. Philom. Paris 2: 190, 1810) del 1810. Il nome scientifico della sottotribù è stato definito dal botanico contemporaneo Robert John Soreng  (1952-) nella pubblicazione "Journal of Systematics and Evolution" (J. Syst. Evol. 53(2): 130, 2015) del 2015.

## Descrizione

### Portamento
Il portamento delle specie di questo gruppo in genere è perenne con culmi che a volte formano dei cormi. I culmi sono cavi a sezione più o meno rotonda. L'altezza delle piante raggiunge i 50 – 70 cm. In queste piante non sono presenti i micropeli.

### Foglie
Le foglie lungo il culmo sono disposte in modo alterno, sono distiche e si originano dai vari nodi. Sono composte da una guaina, una ligula e una lamina. Le venature sono parallelinervie. Non sono presenti i pseudopiccioli e, nell'epidermide delle foglia, le papille.
- Guaina: la guaina è abbracciante il fusto e in genere è priva di auricole.
- Ligula: la ligula è membranosa e a volte è cigliata.
- Lamina: la lamina ha delle forme generalmente da filiformi a lineari.

### Infiorescenza

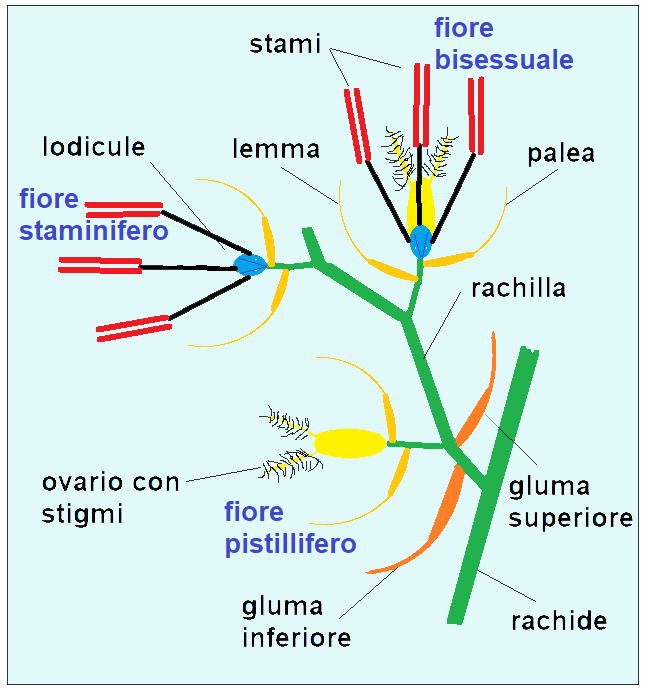
Spighetta generica con tre fiori diversi

- Infiorescenza principale (sinfiorescenza o semplicemente spiga): le infiorescenze sono ramificate e sono formate da alcune spighette ed hanno la forma di una pannocchia compatta o aperta. La fillotassi dell'inflorescenza inizialmente è a due livelli, anche se le successive ramificazioni la fa apparire a spirale.
- Infiorescenza secondaria (o spighetta): le spighette, peduncolate, con forme da orbicolari a ovali, compresse lateralmente, sottese da due brattee distiche e strettamente sovrapposte chiamate glume (inferiore e superiore), sono formate da 2 - 4 (massimo 10) fiori. Possono essere presenti dei fiori sterili; in questo caso sono in posizione distale rispetto a quelli fertili. L'estensione della rachilla è presente. Alla base di ogni fiore sono presenti due brattee: la palea e il lemma. La disarticolazione avviene con la rottura sotto ogni fiorellino fertile o sopra le glume. Lunghezza delle spighette: 1,5 – 2 mm.

- Glume: le glume, persistenti, sono più corte dei fiori; spesso sono carenate; gli apici sono acuti o ottusi.
- Palea: la palea è un profillo con due venature; può essere cigliata.
- Lemma: i lemmi sono più larghi che lunghi; i margini s'intrecciano; sono contratti distalmente con apice acuto o acuminato, terminante a volte con due denti (o lobi). L'apice può essere mucronato.

### Fiori
I fiori fertili sono attinomorfi formati da 3 verticilli: perianzio ridotto, androceo  e gineceo.
- Formula fiorale:[10]

*, P 2, A (1-)3(-6), G (2–3) supero, cariosside.
- Il perianzio è ridotto e formato da due lodicule, delle squame traslucide, poco visibili (forse relitto di un verticillo di 3 sepali). Le lodicule sono membranose e non vascolarizzate.

- L'androceo è composto da 3 stami ognuno con un breve filamento libero, una antera sagittata e due teche. Le antere sono basifisse con deiscenza laterale. Il polline è monoporato.

- Il gineceo è composto da 3-(2) carpelli connati formanti un ovario supero. L'ovario, pubescente all'apice, ha un solo loculo con un solo ovulo subapicale (o quasi basale). L'ovulo è anfitropo e semianatropo e tenuinucellato o crassinucellato. Lo stilo, breve, è unico con due stigmi papillosi e distinti.

### Frutti
I frutti sono del tipo cariosside, ossia sono dei piccoli chicchi indeiscenti, con forme ovoidali, nei quali il pericarpo è formato da una sottile parete che circonda il singolo seme. In particolare il pericarpo è fuso al seme ed è aderente. L'endocarpo non è indurito e l'ilo è puntiforme. L'embrione è piccolo e provvisto di epiblasto ha un solo cotiledone altamente modificato (scutello senza fessura) in posizione laterale. I margini embrionali della foglia non si sovrappongono.

## Biologia
Come gran parte delle Poaceae, le specie di questo genere si riproducono per impollinazione anemogama; gli stigmi più o meno piumosi sono una caratteristica importante per catturare meglio il polline aereo. 
La dispersione dei semi avviene inizialmente a opera del vento (dispersione anemocora) e una volta giunti a terra grazie all'azione di insetti come le formiche (mirmecoria).

## Distribuzione e habitat
Le specie di questo genere sono native dell'areale che va dal Messico alla Bolivia, al Brasile e fino al Sud America meridionale.

## Tassonomia
La famiglia delle Poacee comprende circa 800 generi e oltre 9.000 specie. È una delle famiglie più numerose e più importanti del gruppo delle monocotiledoni. La famiglia è suddivisa in 12 sottofamiglie, il genere Chascolytrum fa parte della sottotribù Calothecinae (sottofamiglia Pooideae, tribù Poeae).

### Specie
Il genere comprende le seguenti specie:
- Chascolytrum altimontanum Essi, Souza-Chies & Longhi-Wagner
- Chascolytrum erectum (Lam.) Desv.
- Chascolytrum lamarckianum (Nees) Matthei
- Chascolytrum neobulbosum Funez
- Chascolytrum paleapiliferum (Parodi) Matthei
- Chascolytrum scabrum (Nees ex Steud.) Matthei
- Chascolytrum subaristatum (Lam.) Desv.

### Filogenesi
La sottotribù Calothecinae fa parte della tribù Poeae Dumort., 1824 e quindi della supertribù Poodae L. Liu, 1980. La tribù Poeae (formata da alcune sottotribù suddivise in diverse supersottotribù) è l'ultimo nodo della sottofamiglia Pooideae ad essersi evoluto (gli altri precedenti sono la tribù Brachyelytreae, e le supertribù Nardodae, Melicodae, Stipodae e Triticodae). All'interno della tribù, la sottotribù Calothecinae appartiene al gruppo con le sequenze dei plastidi di tipo "Poeae" (definito "Poeae chloroplast groups 1 ") e in particolare alla supersottotribù Agrostidodinae (Soreng, 2017) insieme alle sottotribù Brizinae, Echinopogoninae e Agrostidinae.
All'interno della supersottotribù la Calothecinae insieme alla Agrostidinae formano un "gruppo fratello" e rappresentano il "core" della supersottotribù. Chascolytrum, secondo i dati sul DNA nucleare, risulta inoltre monofiletico.
Le seguenti sono sinapomorfie relative a tutta la sottofamiglie (Pooideae):
- la fillotassi dell'inflorescenza inizialmente è a due livelli;
- le spighette sono compresse lateralmente;
- i margini embrionali della foglia non si sovrappongono;
- l'embrione è privo della fessura scutellare.

Le sinapomorfie relative alla tribù sono:
- l'ilo è puntiforme;
- nell'endosperma sono presenti dei lipidi.

Questo genere non ha sinapomorfie rilevate.
Il numero cromosomico delle specie di questo gruppo è: 2n = 28.